# Sandro Morgenstern
Sandro Christoph Morgenstern (* 20. April 2006) ist ein österreichischer Fußballspieler.

## Karriere
Morgenstern begann seine Karriere beim FC Lendorf. Im Juni 2021 spielte er erstmals für die erste Mannschaft Lendorfs in der Kärntner Liga. Bis zum Ende der Saison 2020/21 kam er zu drei Einsätzen. In der Saison 2021/22 absolvierte er 29 Partien in der vierthöchsten Spielklasse. In der Saison 2021/22 erzielte er sieben Tore in 30 Einsätzen, in der Saison 2023/24 traf er elfmal in 26 Spielen.
Zur Saison 2024/25 wechselte Morgenstern zum Zweitligisten SV Lafnitz, bei dem er einen bis 2026 laufenden Vertrag erhielt. Nachdem er zunächst für die Amateure gespielt hatte, debütierte er im August 2024 in der 2. Liga, als er am fünften Spieltag jener Saison gegen die SV Ried in der 86. Minute für Luca Butkovic eingewechselt wurde. Dies blieb sein einziger Zweitligaeinsatz, bereits im Februar 2025 kehrte er wieder nach Lendorf zurück.

## Persönliches
Morgenstern stammt aus einer Sportlerfamilie: Sein Vater Christoph  Morgenstern (* 1979) war ebenfalls Fußballspieler, sein Großvater Alois Morgenstern war Skirennläufer und trainierte später die Fußballer des FC Lendorf. Seine Onkel Martin Morgenstern (* 1982) und Michael Morgenstern (* 1976) waren ebenfalls Fußballspieler, sein Cousin Michael Morgenstern (* 2006) schaffte ebenfalls den Sprung in den Profibereich.